# Fidelis Chojnacki
Fidelis Chojnacki, właśc. Hieronim Chojnacki (ur. 1 listopada 1906 w Łodzi, zm. 9 lipca 1942 w Dachau) – polski duchowny katolicki, kapucyn (OFMCap.), męczennik chrześcijański i błogosławiony Kościoła katolickiego.

## Życiorys
Błogosławiony Fidelis był jednym z sześciorga dzieci Wacława i Leokadii (z domu Sprusińskiej). Po ukończeniu nauki w szkole średniej przez rok był w Podchorążówce Wyższej Szkoły Wychowania Fizycznego, potem pracował jako urzędnik – w Powszechnym Zakładzie Ubezpieczeń w Szczuczynie Nowogródzkim i na Poczcie Głównej w Warszawie. W Warszawie pomagał wujowi ks. Stanisławowi Sprusińskiemu w działalności w Akcji Katolickiej.
Do zakonu kapucynów wstąpił 27 sierpnia 1933 w Nowym Mieście. Studiował filozofię w Zakroczymiu i tam założył Klub Intelektualnej Współpracy dla seminarzystów. Naukę kontynuował na studiach teologicznych w Lublinie. Pracę duszpasterską prowadził w środowiskach alkoholików. Konsekwentnie podążał drogą św. Franciszka. Cechowała go głęboka wiara i wielka pracowitość. W czasopiśmie „Rodzina Seraficka” ogłosił kilka artykułów: Prawdziwa pobożność w życiu tercjarza (1937), Trzeci zakon w zamiarach Kościoła (1937), Tercjarstwo wobec wymagań współczesnego życia (1937), Tercjarz w życiu parafii (1937), Dzień porachunku (1938), Misje kapucyńskie (1939).
Wybuch wojny przerwał jego studia. Aresztowany został 25 stycznia 1940 i uwięziony, następnie 18 czerwca 1940 został przeniesiony do niemieckiego obozu koncentracyjnego Sachsenhausen (KL), a 14 grudnia 1940 wywieziony do Dachau i zarejestrowany pod numerem 22473.
Zmarł z wyczerpania, a jego ciało zostało spalone w obozowym krematorium.

## Beatyfikacja i kult
Beatyfikował go papież Jan Paweł II w 1999 jako jednego ze 108 polskich męczenników II wojny światowej.
Wspomnienie liturgiczne obchodzone jest w dies natalis (9 lipca) lub 12 czerwca w grupie 108 męczenników (Kościół katolicki w Polsce); w zakonach kapucynów 16 czerwca.